# Emil Suter
Emil Suter (* 15. November 1875 in Hünenberg, Kanton Zug; † 29. Juni 1944 in Wohlen, Kanton Aargau, heimatberechtigt in Zug und Hünenberg) war ein Schweizer Lehrer und Lokalhistoriker.

## Leben und Werk
Suter erlitt in seinen Jugendjahren einen Arbeitsunfall auf dem elterlichen Hof «Stadelmatt» und entschloss sich darum zum Lehrerberuf. Er absolvierte das freie katholische Lehrerseminar in Zug und erwarb 1895 das Sekundarlehrerpatent für die Kantone Zug und Luzern. Von 1895 bis 1901 studierte er moderne Sprachen, Germanistik, Geschichte und zuletzt auch Biologie an den Universitäten Freiburg im Üechtland, Leipzig und Basel, zeitweise parallel zu seinem Schuldienst. Suter doktorierte 1901 an der Universität Basel und war von 1901 bis 1904 Lehrer am «Knabeninstitut Zuberbühler» in Aarburg. Anschliessend unterrichtete er von 1904 bis 1940 an der Bezirksschule Wohlen. Dort wurde auf seine Initiative hin der «Ornithologische Verein Wohlen» gegründet. Ab 1926 leitete er in Wohlen prähistorische Ausgrabungen, namentlich von Grabhügeln im «Hohbüel» und «Häslerhaus». Zudem war er 1927 Mitbegründer und Präsident der «Historischen Gesellschaft Wohlen und Umgebung», später umbenannt in «Historische Gesellschaft Freiamt». Er schrieb den 1934 erschienenen Band Die Flurnamen der Gemeinde Wohlen. 
Suter gründete die Jahresschrift Unsere Heimat und verfasste über 80 Arbeiten, verteilt auf 18 Bände.